# کاستاردز (پنسیلوانیا)
کاستاردز (به انگلیسی: Custards) یک منطقهٔ مسکونی در ایالات متحده آمریکا است که در شهرستان کرافورد، پنسیلوانیا واقع شده‌است. کاستاردز ۳۳۱٫۹۳ متر بالاتر از سطح دریا واقع شده‌است.